# Lindsay Shoop
Pour les articles homonymes, voir Shoop.
Lindsay Shoop est une rameuse américaine née le 25 septembre 1981 à Charlottesville.

## Biographie
Aux Jeux olympiques d'été de 2008 à Pékin, elle a remporté la médaille d'or en huit avec Erin Cafaro, Anna Goodale, Elle Logan, Anna Mickelson-Cummins, Susan Francia, Caroline Lind, Caryn Davies et Mary Whipple.

## Palmarès

### Jeux olympiques
- Jeux olympiques d'été de 2008 à Pékin,  Chine
  -  Médaille d'or en huit

### Championnats du monde d'aviron
- 2009 à Poznań,  Pologne
  -  Médaille d'or en huit
- 2007 à Munich,  Allemagne
  -  Médaille d'or en huit
- 2006 à Eton,  Royaume-Uni
  -  Médaille d'or en huit